# 李撝
李撝（680年至684年—724年12月15日），原名李成义，唐朝皇子，唐睿宗次子，生母柳氏。李撝逝世后，追赠惠庄太子。

## 生平
李撝生母柳氏是宰相柳奭的孙女，被废的王皇后的表侄女。柳氏因家庭获罪而没入掖庭为宫人，故身份低微。李撝刚刚出生的时候，祖母武则天厌恶之，不令序齿。给僧人万回看，万回曰：“此兒是西域大树之精，养之宜兄弟。”武则天很高兴，始令列于兄弟之次，成为豆卢孺人的养子。其父第一次当皇帝时，垂拱三年（687年），封恆王，唐睿宗让位给母亲武则天，李成义改封为衡阳郡王。长安初年，官居尚衣奉御。
神龙元年（705年），伯父唐中宗复位，加赐实封二百户，通前五百户，司农少卿，银青光禄大夫。唐睿宗复位，进封申王，迁右卫大将军。景云元年（710年）七月，迁殿中监，兼检校右卫大将军。二年（711年），转光禄卿、右金吾卫大将军。先天元年（712年）七月，加实封一千户。八月，行司徒，兼益州大都督。开元二年（714年），带司徒兼幽州刺史。避讳昭成皇后的谥号，改名李撝。历任邓、虢、绛三州刺史。八年（720年），入朝，停刺史，依旧为司徒。
李撝性格弘裕，仪貌环伟，善于饮啖。开元十二年（724年）十一月廿五，李撝病逝，册赠惠庄太子，陪葬桥陵。
李撝无子，其大哥李成器子李珣由他抚养，封同安郡王，開元二十五年（737年）卒。天宝三年（744年），再以李成器之子李璹为嗣封申王，授鸿胪员外卿。

## 家庭

### 孺人
- 段丽质，镇军将军、左监门大将军、上柱国、长山郡开国公段君逸曾孙女，中大夫、坊州司马、上柱国段仁庆孙女，尚乘直长、益州郫县令段崇贞之女，生一女封郡主

## 延伸阅读
[在维基数据编辑]
 《舊唐書/卷95》，出自刘昫《舊唐書》
 《新唐書·卷081》，出自《新唐書》